# QV38
QV 38 est un des tombeaux situé dans la vallée des Reines, dans la nécropole thébaine, sur la rive ouest du Nil face à Louxor en Égypte.
QV 38 est la tombe de Satrê, femme de Ramsès Ier.
La sépulture de la reine, bien que découverte avant 1903, est dégagée à cette date par une mission italienne du musée de Turin dirigée par Ernesto Schiaparelli.

## Description
La tombe, de petites dimensions, comprend deux chambres dont la décoration a été inachevée.
En haut des murs de la première chambre, il y a quatre petites niches aménagées pour recevoir des amulettes.
Sur le mur Est sont représentées les divinités Amset, Anubis, Douamoutef, Nephtys et Serket. Sur le mur Ouest, il y a Isis, Hâpy, Horus-Khenty-Irty, Kébehsénouf, Neith.